# Économie de la religion
L’économie de la religion est une approche qui considère la religion comme un phénomène économique et l'étudie par le prisme de la science économique avec les paramètres de l'offre et de la demande, des prix, du marché etc. Le European Network on the Economics of Religion (Réseau Européen de l'économie de la religion) a été créé pour la promotion de cette nouvelle discipline. 
Les recherches sur le sujet ont pris des directions multiples  dont :
 • La liturgie en tant que bien de consommation 
 • Les organisations religieuses en tant qu’entreprises
 • Les bénéfices religieux, les coûts et les marchés 
 • L’analyse économique des doctrines et l’incentive
 • Les modèles de club client dans la religion
 • Le Lobbying religieux 
 • La religion en tant que capital social
 • L’influence du capital religieux
 • La relation de l’Église et de l’État
• L'analyse macroéconomique de la religion
 • L'influence de la religion sur les comportements, le travail et la famille
 • Le développement économique et la religion.
D'autres organismes étudient l'économie de la religion, comme l'ASREC - Association for the Study of Religion, Economics and Culture, le CESR - Center for the Economics Study of Religion, la SSSR - The Society for the Scientific Study of Religion, La RRA - Religious Research Association, Le PRPES - Project on Religion, Political Economy and Society, L'ACE - Association of Christian Economists et l'EUREL.